# Paul Reder

Weihbischof Paul Reder (2024)

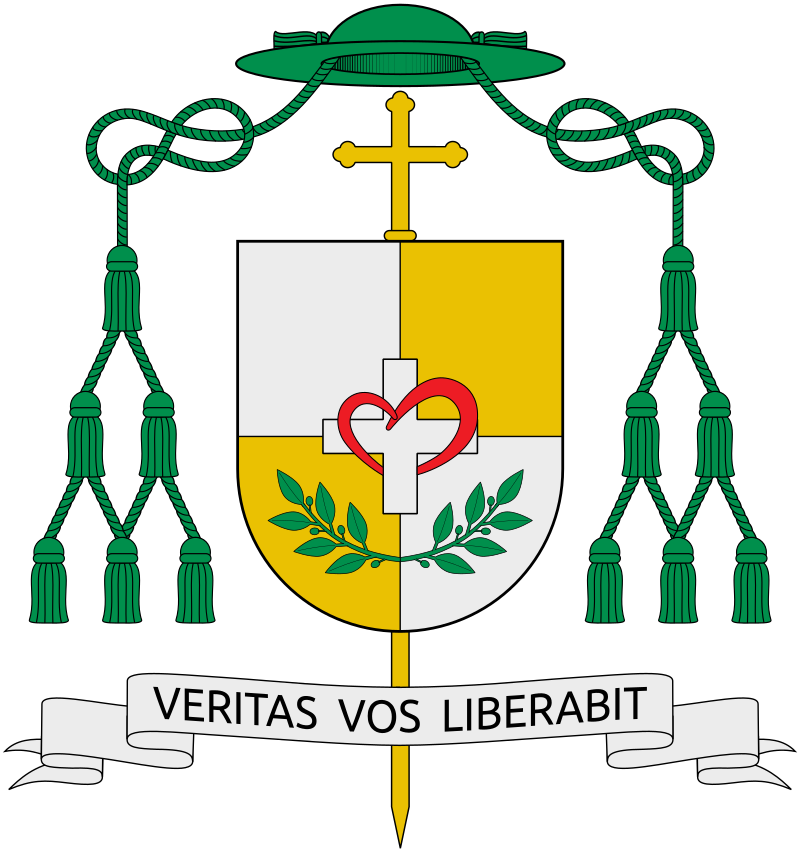
Stilisiertes Bischöfliches Wappen

Paul Reder (* 20. August 1971 in Würzburg) ist ein deutscher römisch-katholischer Geistlicher und Weihbischof in Würzburg.

## Leben
Paul Reder besuchte von 1977 bis 1981 die Schiller-Grundschule in Würzburg. Nach dem Abitur am Würzburger Riemenschneider-Gymnasium studierte er von 1990 bis 1996 Philosophie und Katholische Theologie mit den Nebenfächern Pädagogik und Psychologie an der Julius-Maximilians-Universität Würzburg. Paul Reder ist seit Studientagen Mitglied im Wissenschaftlichen Katholischen Studentenverein Unitas-Hetania zu Würzburg im UV. Von 1996 bis 2010 war er Wissenschaftlicher Mitarbeiter am Lehrstuhl für Kirchengeschichte des Altertums, Christliche Archäologie und Patrologie, später am Lehrstuhl für Dogmatik der Würzburger Universität. 2010 trat er ins Priesterseminar Würzburg ein. Am 28. September 2013 erfolgte die Diakonweihe in Würzburg durch Bischof Friedhelm Hofmann und am 7. Juni 2014 empfing er ebenfalls durch Friedhelm Hofmann im Würzburger Dom das Sakrament der Priesterweihe für das Bistum Würzburg.
Nach der Priesterweihe war Reder zunächst als Kaplan in Schondra und in der Pfarreiengemeinschaft Jesus – Quelle des Lebens in Bad Kissingen (2014–2017) sowie als Pfarrvikar in Fladungen, in der Pfarreiengemeinschaft Franziska Streitel in Mellrichstadt (2017–2020) und in der Pfarreiengemeinschaft Besengau in Bastheim (2018–2020) tätig, bevor er Pfarrer der Pfarreien Heiligkreuz, St. Elisabeth und St. Burkard – St. Bruno in Würzburg wurde. Ab 2020 wirkte Reder als Pfarrer in solidum des pastoralen Raums Schweinfurter Mainbogen mit Sitz in Heidenfeld.
Am 25. März 2024 ernannte ihn Papst Franziskus zum Titularbischof von Petina und zum Weihbischof in Würzburg. Die Bischofsweihe im Würzburger Dom durch den Bischof von Würzburg, Franz Jung, fand am 9. Mai 2024 statt. Mitkonsekratoren waren der emeritierte Bischof von Würzburg, Friedhelm Hofmann, und der Bamberger Erzbischof, Herwig Gössl.
Sein Bischöflicher Wahlspruch lautet veritas vos liberabit – Die Wahrheit wird euch befreien ein Zitat aus dem Johannesevangelium (Joh 8,32 Johannes 8,32 ). 
Mit Wirkung vom 1. Mai 2024 ernannte ihn Bischof Jung zum Dompropst des Würzburger Domkapitels.  Auch in diesem Amt ist er Nachfolger von Weihbischof Ulrich Boom. Die Installation als Dompropst fand am 10. Mai 2024 statt. In der Deutschen Bischofskonferenz gehört er der Kommission für Wissenschaft und Kultur an.
Zum 1. Oktober 2025 wurde er von Bischof Jung zum Regens des Würzburger Priesterseminars ernannt.